# Алвинландия
Алвинландия (порт. Alvinlândia)  —  муниципалитет в Бразилии, входит в штат Сан-Паулу. Составная часть мезорегиона Марилия. Входит в экономико-статистический  микрорегион Марилия. Население составляет 3056 человек на 2006 год. Занимает площадь 85,040 км². Плотность населения — 35,9 чел./км².

## Статистика
- Валовой внутренний продукт на 2003 составляет 12.389.256,00 реалов (данные: Бразильский институт географии и статистики).
- Валовой внутренний продукт на душу населения на 2003 составляет 4.192,64 реалов (данные: Бразильский институт географии и статистики).
- Индекс развития человеческого потенциала на 2000 составляет 0,741 (данные: Программа развития ООН).

## География
Климат местности: субтропический. В соответствии с классификацией Кёппена, климат относится к категории Cfb.